# Wilhelm Moser
Pour les articles homonymes, voir Moser.
Wilhelm Moser, né le 21 juillet 1947 à Düsseldorf, est un artiste peintre, photographe, sculpteur et vidéaste allemand.

## Biographie
Fils d'un menuisier, Wilhelm Moser s'oriente vers des études d'art et sort diplômé de la Gerrit Rietveld Academie d'Amsterdam. À Paris, il rencontre au tout début des années 1980, Andy Warhol qui l'encourage à montrer ses premiers travaux graphiques à New York. 
En 1980, à la suite d'une commande du NRW-Filminstitut (Filmmuseum Düsseldorf), il réalise une peinture murale à Düsseldorf intitulée Marlene Dietrich & Spiderman, qui reste l'une des plus anciennes conservées de cette ville.
En 1981, il fonde avec l'Américain David Colby, Select Magazine, un trimestriel dédié à la photographie d'avant-garde, qui prend fin en 1995 (45 numéros). En 1984, toujours avec Colby, il lance le magazine The Manipulator (de), un grand format qui, dans un premier temps, met en avant des artistes oubliés. La publication, très soignée, va durer dix ans, et 29 livraisons.
Moser expose entre New York, Londres, Paris et Düsseldorf. Il a conçu des films expérimentaux depuis 1977 et des ouvrages depuis 1988 mettant en valeur son travail. 
Il vit entre Düsseldorf et Passavant-sur-Layon.

## Œuvre

### Collections publiques
- New York, Metropolitan Museum of Art :
  -  The Cemetary II[5], peinture techniques mixtes, 1999.
- Fort Lauderdale, Musée d'Art de Fort Lauderdale :
  - Troy III[6], huile sur toile, 1989.

### Expositions notables
- Ville Tatouée, Paris, Galerie Texbraun, 1982.
- High-Heeled Art: The Art of Fashion Photography, Miami, Center for Contemporary Art, 1993.
- Timemuseum[7], Berlin, Nüüd.berlin Gallery, 2024.

### Ouvrages publiés
- Ruinenbau, [Düsseldorf], The Manipulator Verlag, 1988.
- Baustellen. Sieben Begehungen, Vienne, Sonderzahl, 1993.
- Stone: A Global Study of Megalithic Structures, Londres, Art Books International, 2002.
- Li. Photos von Elisabeth Baudisch, avec Klaus Ratschiller, Klagenfurt, Drava, 2009.

### Vidéographie
- 1977 : Invasion of the Clowns
- 2007 : The Concrete Ship, court métrage.
- 2009 : Stone, The Bones of the Earth, documentaire[8].
- 2017 : The Happy Prince, documentaire.
- 2020 : Katydid's Secret Journey, documentaire.
- 2021 : 2020, court métrage.
- 2022 : Venice Express, court métrage.